# 만다린 오리엔탈 호텔 홍콩

만다린 오리엔탈 호텔 홍콩(Mandarin Oriental Hotel Hong Kong)은 홍콩의 5성급 호텔이다. 만다린 오리엔탈 그룹이 지은 최초이자 대표적인 호텔이다. 1963년 더 만다린이라는 이름으로 홍콩섬의 금융 무역 중심지인 콘노트가 5번지에서 개업하였다.

## 역사

### 개요

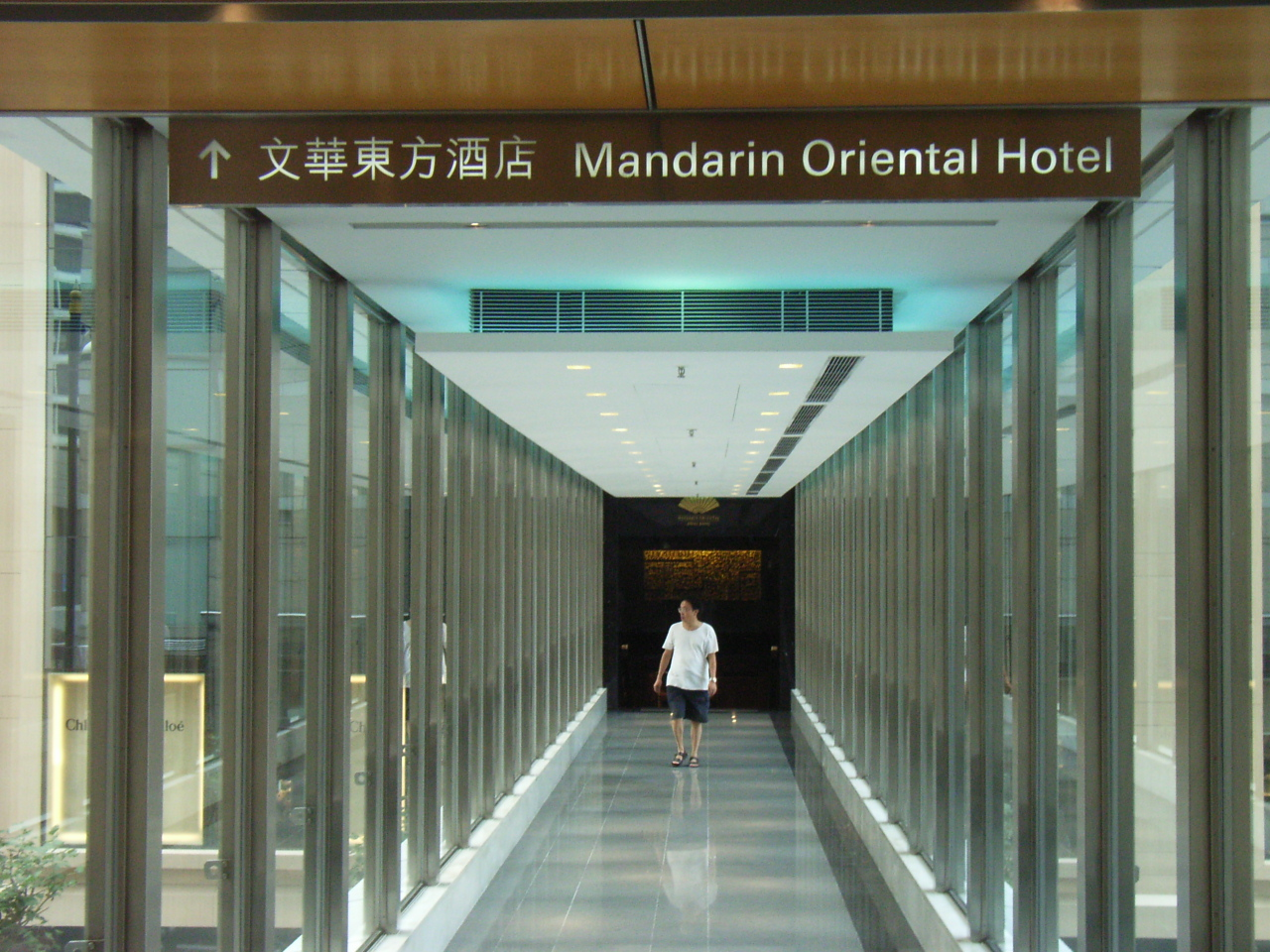
스카이웨이

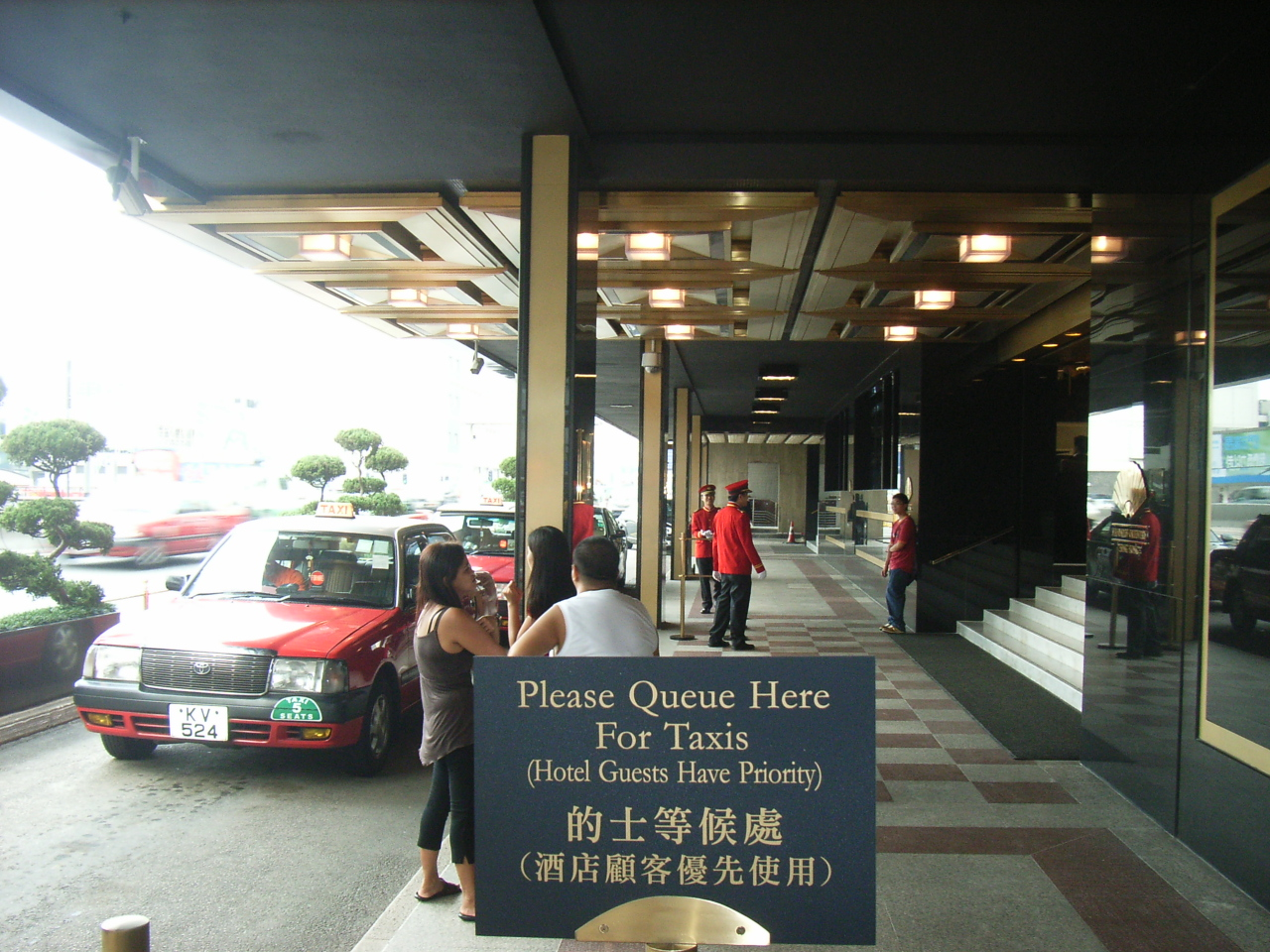
현관

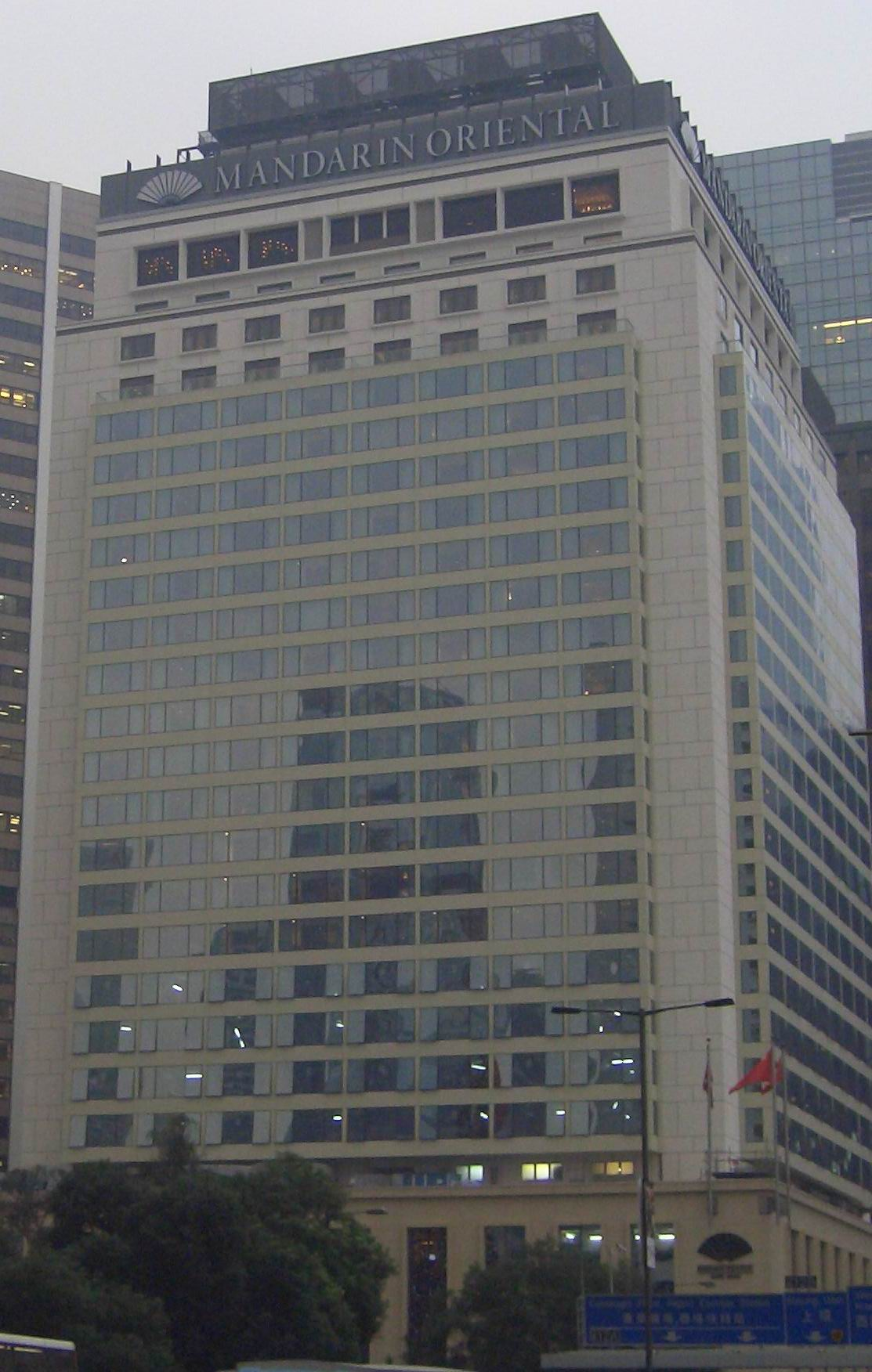
2006년 11월, 건물 개보수 후

비록 이 호텔은 초창기 홍콩과 마카오 시민들에게 사치스러운 성격과 정체성을 가진 호텔로 알려져 비판을 받기도 했지만, 개업 이후로 많은 상을 받은 우수한 호텔로 빠르게 자리잡아갔다.
오랜 동안, 이 호텔은 아시아 최고의 호텔로 꼽혀 왔고, 많은 외교관이나 연예인들이 우선적으로 선택하여 머무는 호텔이었다. 케이트 모스, 케빈 코스트너, 톰 크루즈, 브루나이 국왕, 다이애나 왕세자빈, 미국 역대 대통령이었던 리처드 닉슨, 제럴드 포드, 조지 H. W. 부시 등이 이 호텔에 머물렀다. 업계의 중역이나 부유층이 곧잘 머물렀다. 

### 장국영
2003년 4월 1일, 홍콩의 가수, 영화 배우 장궈룽(장국영)이 이 호텔에서 투신 자살하였다. 2003년 4월 1일 장궈룽은 호텔 24층에서 투신하였다. 그는 우울증에 시달려온 것으로 조사되었다.
금색의 강조점이 들어간 이탈리아제 흑색 대리석 외관을 갖추고 있다. 호텔 내부, 특히 로비에서는, 동양적인 장식 등을 볼 수 있다.

### 2005-2006 건물 개보수
2006년 9월 28일 9개월 간의 건물 개보수가 끝나 재개장하였다. 502 개의 손님방과 슈트를 갖추고 있다. 9개의 레스토랑과 바를 포함 이발소, 미용실, 수영장, 연회실, 상하이식 전신 스파 등을 구비하였다.

### 레스토랑 & 바
- 엠 바(M bar)

호텔 꼭대기에 있는 바이다. "만 와"에서 중국 타파를 가져와 판다. 샴페인과 마티니도 판다.
- 만다린 그릴 & 바

홍콩에서 유명한 스테이크 하우스이다. 원래 이름은 "더 새들 & 서로인"이었다. 건물 개보 수 후, 해물 요리를 파는 “크루타신 바”가 추가 됐다.
- 피에르

2006년 10월 개업한 콘셉트 레스토랑이다. 미쉘린 가이드에서 별점 3개를 받은 주방장 피에르 가그나이르가 운영하고 있다. "봉’스"(1997-2005), 전통 프랑스 레스토랑 "피에로"(1979-1997)가 있던 자리이다.
- 만 와

유서가 깊은 중국 요리 레스토랑이다. 1968년에 새 주방장 오오이 순 록이 "버튼 서퍼클럽"이 있던 자리에 개업하였다.
- 클리퍼 라운지

연예인과 사회 저명 인사들에게 하이 티로 유명한 라운지이다. "Hong Kong's Sitting Room"으로 알려져 있다.
- 카페 코셋

만다린 케이크 가게 옆에 있는 카페이다. 오픈 키친이다. 옛 이름은 "더 카페"이다.
- 더 치너리 바

1963년 젠틀멘’스 클럽이라는 이름으로 개장하였고, 1990년 때까지 남녀 모두에게 매장을 열지는 않았다. 콜로니얼 풍 요리와 위스키를 판다.
- 크럭 룸

치너리 바 뒤편에 있다. 크럭 샴페인을 마실 수 있고, 호텔 대표 주방장이 만든 저녁을 판다.
- 만다린 케이크 가게

직접 만든 쵸콜릿, 케이크, 빵을 핫 쵸코와 커피를 곁들여 판다.
- 캡틴’스 바

점심 때는 간단한 점심 식사를 팔고 저녁에는 칵테일을 판다. 토니 데사르 트리오가 연주하는 라이브 음악을 제공한다. (월-토 저녁 9시부터 새벽 1시까지)

## 랜드마크 만다린 오리엔탈 호텔
2005년 만다린 오리엔탈 그룹은 홍콩에서 두 번째 만다린 오리엔탈 호텔을 한 블록 떨어진 곳에 개장하였다. 이름은 랜드마크 만다린 오리엔탈 호텔이다. 이 호텔은 일종의 부티크 호텔이며, 랜드마크 (홍콩) 쇼핑몰에 붙어 있다.

## 같이 보기
- 만다린 오리엔탈 호텔 그룹
- 홍콩의 마천루 목록